# Bellendena montana
Bellendena montana (R.Br., 1810), comunemente nota come Mountain rocket, è una pianta arbustiva appartenente alla famiglia delle Proteaceae. È l'unica specie nota del genere Bellendena (R.Br., 1810), oltre che della sottofamiglia delle Bellendenoideae.

## Descrizione

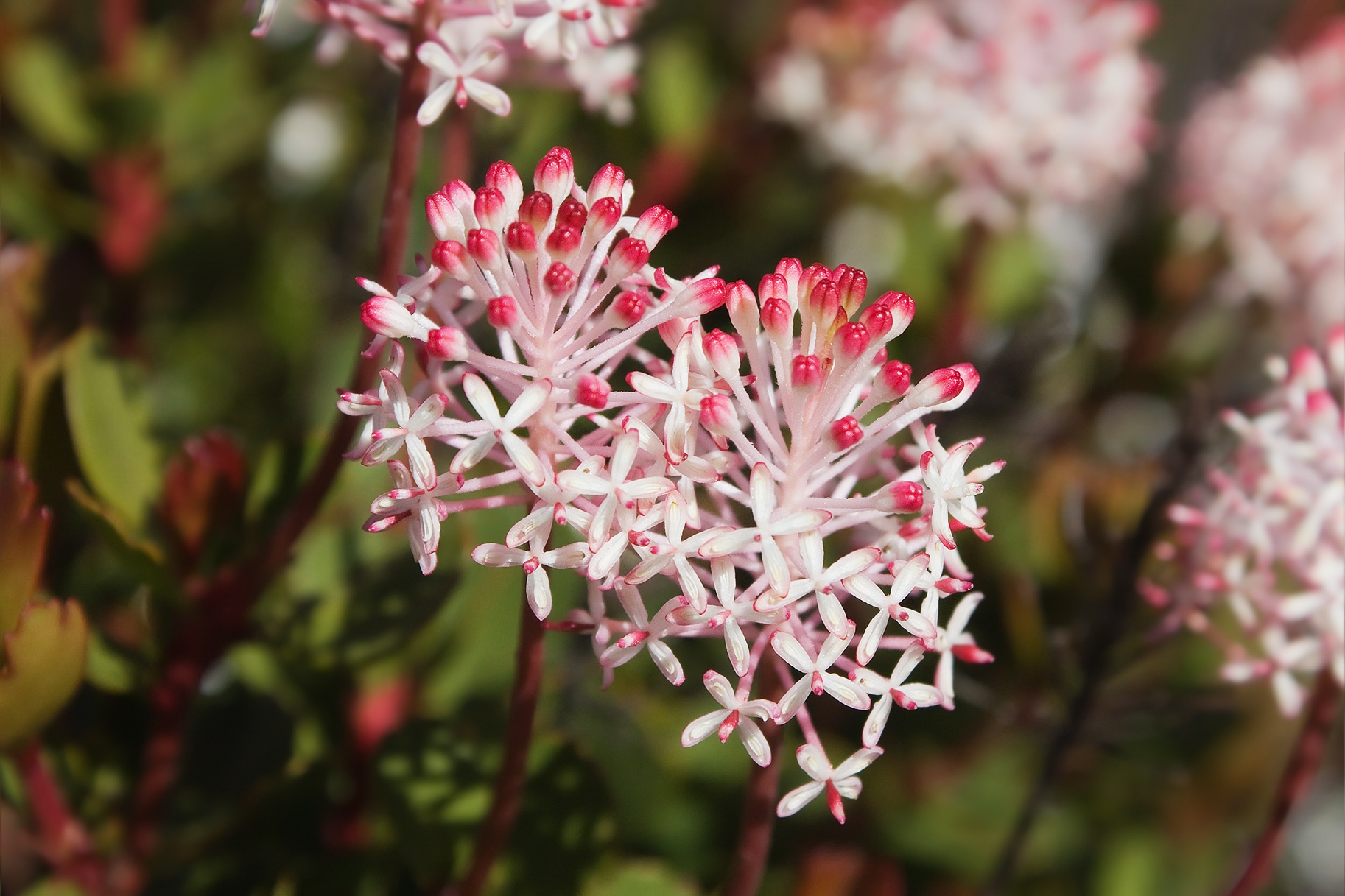
Infiorescenza di B. montana.

Le piante di Bellendena montana sono piccoli arbusti, con rami eretti o ricadenti, di altezza variabile tra 10 e 60 cm.
Le piante di questa specie presentano radici proteoidi.
Le foglie sono semplici, lobate o intere.
I fiori sono di colore da bianco a rosa pallido, in grappoli vistosi sopra al fogliame; la fioritura avviene nel mese di novembre.
I fiori sono attinomorfi, bisessuali e non disposti in coppie regolari.
I filamenti staminali sono liberi. Il polline è triporato. 
Il carpello è poco stipitato. 
Gli ovuli sono 2, ortotropi. 
Le punte degli steli non sono modificate a formare il presentatore di polline. 
I frutti sono secchi, con due ali, indeiscenti. 
I semi sono capsule, di colore rosso brillante o giallo, appiattiti; essi giungono a maturazione nel mese di gennaio. 
La lunghezza media dei cromosomi è pari a circa 4-6 µm.

## Distribuzione e habitat
La specie è presente esclusivamente in Tasmania. Vive in ambiente di tipo alpino, ad elevate altitudini.
Tollera posizioni esposte, umide, rocciose, ombreggiate e ventose, mentre non tollera il gelo. 
I suoli non devono contenere fosforo, devono essere magri e ben drenati. La crescita è estremamente lenta a basse quote.

## Tassonomia
Bellendena montana è la sola specie del genere Bellendena, il quale a sua volta è il solo genere della sottofamiglia Bellendenoideae.
Studi filogenetici considerano questo genere come basilare per il resto delle Proteaceae.

## Coltivazione
La specie non è facilmente coltivabile per la sua difficoltà a svilupparsi a basse quote.